# Antonio Puig
Antonio J. del Puig, baron de La Roda, né à Carthagène (Région de Murcie, Espagne) le 1er février 1960, est un écrivain espagnol. Il a écrit de la poésie, des essais, des livres de recherche bibliographique, romans, récits et traductions. Il a été le premier à étudier les bibliothèques du XVe siècle, à appliquer les méthodes statistiques pour découvrir de nouvelles œuvres à partir de vieilles imprimantes.
Son travail a été traduit en seize langues. 
Il a été honoré par l'Université Fordham de New York, l'Université de Californie du Sud de Los Angeles, l'Université de Dallas, l'Université de Pise, l'Université nationale autonome du Mexique (UNAM) et l'Université de Guadalajara (Jalisco, México).

## Œuvre

### Poésie
- Théâtre des passions et des légendes  (ISBN 84-9821-444-0)
- La Plaie d'Aristé  (ISBN 978-84-9821-793-3)
- Perles poétiques  (ISBN 978-84-614-3460-2)
- La Ville en flammes  (ISBN 978-84-614-3458-9)
- L'Héritage de Mnémosine  (ISBN 978-84-614-3907-2)
- Le Soir sanglant  (ISBN 978-84-614-3906-5)

### Recherche bibliographique
- La Vision du labyrinthe  (ISBN 978-84-614-3455-8)
- Margarita poetica d'Albrecht von Eyb, premier livre imprimé à Murcie  (ISBN 978-84-614-3456-5)
- L'Art typographique à Cartagena  (ISBN 84-609-1938-2)

### Essais
- Le Premier livre imprimé à Cartagena et d'autres essais  (ISBN 978-84-614-3903-4)
- Poètes de Cartagena dans l'Âge d'Argent  (ISBN 978-84-614-3905-8)
- Poétique  (ISBN 978-84-614-3902-7)

### Traductions
- Anthologie de la poésie du Sud des États-Unis  (ISBN 978-84-9821-692-9)
- Anthologie de la poésie bulgare, avec Andrea Teodorova  (ISBN 978-84-614-3458-9)
- Leconte de Lisle. Choix de poèmes  (ISBN 978-84-614-3457-2)